# Tir à l'arc aux Jeux asiatiques de 2006
Les épreuves de tir à l'arc aux Jeux asiatiques de 2006 se sont déroulées du 9 au 13 décembre 2006 au Lusail Archery Range, à Doha, au Qatar. Quatre épreuves de tir à l'arc figuraient au programme (deux féminines et deux masculines).
Pour les épreuves individuelles chaque concurrent tire douze flèches, et six flèches pour les épreuves par équipes 

## Liste desépreuves
- Tournoi féminin individuel
- Tournoi masculin individuel
- Tournoi féminin par équipes
- Tournoi masculin par équipes

## Tableau des médailles
| Tir à l'arc | Tir à l'arc aux Jeux Asiatiques de 2006 | Tir à l'arc aux Jeux Asiatiques de 2006 | Tir à l'arc aux Jeux Asiatiques de 2006 | Tir à l'arc aux Jeux Asiatiques de 2006 | Tir à l'arc aux Jeux Asiatiques de 2006 |
| Position    | Pays                                    | Or                                      | Argent                                  | Bronze                                  | Total                                   |
| Position    | Pays                                    |                                         |                                         |                                         | Total                                   |
| 1           | Corée du Sud                            | 4                                       | 1                                       | 0                                       | 5                                       |
| 2           | Taipei chinois                          | 0                                       | 1                                       | 2                                       | 3                                       |
| 3           | Chine                                   | 0                                       | 1                                       | 1                                       | 2                                       |
| 4           | Japon                                   | 0                                       | 1                                       | 0                                       | 1                                       |
| 5           | Inde                                    | 0                                       | 0                                       | 1                                       | 1                                       |

## Tournoi féminin individuel
| Médaille | Nom            | Pays         | Score |
| -------- | -------------- | ------------ | ----- |
|          | Park Sung-Hyun | Corée du Sud | 95    |
| Argent   | Yun Ok Hee     | Corée du Sud | 91    |
| Bronze   | Zhao Ling      | Chine        | 83    |

## Tournoi féminin par équipes
| Médaille | Nom                                                | Pays           | Score |
| -------- | -------------------------------------------------- | -------------- | ----- |
|          | Lee Tuk Young Park Sung-Hyun Yun Mi Jin Yun Ok Hee | Corée du Sud   | 215   |
| Argent   | Qian Jialing Yu Hui Zhang JJialing Zhao Ling       | Chine          | 209   |
| Bronze   | Lai Yi-hsin Lin Hua-shan Wu Hui-ju Yuan Shu-chi    | Taipei chinois | 208   |

## Tournoi masculin individuel
| Médaille | Nom             | Pays           | Score |
| -------- | --------------- | -------------- | ----- |
|          | Im Dong-hyun    | Corée du Sud   | 108   |
| Argent   | Tomokazu Wakino | Japon          | 101   |
| Bronze   | Kuo Cheng-wei   | Taipei chinois | 109   |

## Tournoi masculin par équipes
| Médaille | Nom                                                         | Pays           | Points |
| -------- | ----------------------------------------------------------- | -------------- | ------ |
|          | Im Dong-hyun Jang Yong-ho Lee Chang-hwan Park Kyung-mo      | Corée du Sud   | 216    |
| Argent   | Chen Szu-yuan Hsu Tzu-yi Kuo Cheng-wei Wang Cheng-pang      | Taipei chinois | 211    |
| Bronze   | Mangal Singh Champia Tarundeep Rai Jayanta Talukdar Viswash | Inde           | 211    |